# بيتر هاوسون
بيتر هاوسون (بالإنجليزية: Peter Howson)‏ هو مصمم مطبوعات وفنان ورسام بريطاني، ولد في 27 مارس 1958 في لندن في المملكة المتحدة.

## وصلات خارجية
- الموقع الرسمي
- بيتر هاوسون على موقع ديسكوغز (الإنجليزية)